# Zagkwitz
Zagkwitz ist ein weilerartiger Ortsteil der Stadt Schmölln im Landkreis Altenburger Land in Thüringen.

## Lage
Östlich am Weiler führt die Bundesstraße 7 vorüber. Die Lage zur südlich verlaufenden Bundesautobahn 4 ist günstig.

## Geschichte
Das Dörfchen wurde erstmals 1336 urkundlich erwähnt. Zagwitz gehörte zum wettinischen Amt Altenburg, welches ab dem 16. Jahrhundert aufgrund mehrerer Teilungen im Lauf seines Bestehens unter der Hoheit folgender Ernestinischer Herzogtümer stand: Herzogtum Sachsen (1554 bis 1572), Herzogtum Sachsen-Weimar (1572 bis 1603), Herzogtum Sachsen-Altenburg (1603 bis 1672), Herzogtum Sachsen-Gotha-Altenburg (1672 bis 1826). Bei der Neuordnung der Ernestinischen Herzogtümer im Jahr 1826 kam der Ort wiederum zum Herzogtum Sachsen-Altenburg. 
Nach der Verwaltungsreform im Herzogtum gehörte Zagwitz bezüglich der Verwaltung zum Ostkreis (bis 1900) bzw. zum Landratsamt Ronneburg (ab 1900). Das Dorf gehörte ab 1918 zum Freistaat Sachsen-Altenburg, der 1920 im Land Thüringen aufging. 1922 kam es zum Landkreis Altenburg.
Am 1. Januar 1950 wurde der Weiler nach Untschen eingemeindet, welches samt Ortsteilen wiederum am 1. Januar 1974 nach Nöbdenitz eingemeindet wurde. Bei der zweiten Kreisreform in der DDR wurden 1952 die bestehenden Länder aufgelöst und die Landkreise neu zugeschnitten. Somit kam Zagkwitz als Ortsteil der Gemeinde Untschen bzw. Nöbdenitz mit dem Kreis Schmölln an den Bezirk Leipzig; jener gehörte seit 1990 als Landkreis Schmölln zu Thüringen und ging bei der thüringischen Kreisreform 1994 im Landkreis Altenburger Land auf.
Am 1. Januar 2019 wurde die Gemeinde Nöbdenitz nach Schmölln eingemeindet, seitdem ist Zagkwitz ein Ortsteil von Schmölln.